# Броад, Джеймс
Джеймс Броад (англ. James Broad, род. 27 января 1958, Гринсборо, США — 20 ноября 2001, Гринсборо, США) — американский боксёр-профессионал, выступавший в тяжёлой весовой категории. Считался звездой любительского бокса и должен был представлять Соединённые Штаты Америки на Олимпийских играх в 1980 году, однако США бойкотировала Олимпиаду в Москве. Чемпион Северной Америки по версии NABF и регулярный спарринг-партнёр пикового Майка Тайсона.

## Любительская карьера
Джеймс Броад начал заниматься боксом, когда он вступил в армию в 1976 году. Он победил Марвиса Фрейзера в 1980 году в отборочном бой за право участвовать в олимпийских играх, однако США бойкотировала олимпиаду в Москве. Он также бил лучших любительских победил другую любительскую звезду Криса Макдональда, но проиграл решением судей Тони Таббсу.

## Профессиональная карьера
Броад стал профессионалом в 1981 году и собрал 12 побед, в том числе 4-м раунде нокаутом будущим чемпионом в тяжёлом весе Джеймсом «Бонкрашером» Смитом. Это был дебютный бой Джеймса Смита. Бой транслировался по телеканалу ESPN, который сам назначил дату боя, поэтому Смит вышел на бой не в лучшей форме. Тем самым Смит был остановлен в четвёртом раунде, после того как начал безответно пропускать мощные удары. которому проиграл техническим нокаутом в 4 раунде в 6- раундовом бою.
У Броада были проблемы с весом уже на раннем этапе своей карьеры, но Броад довёл свой вес до 103 кг и в 1983 году встретился с непобежденным проспектом Марвисом Фрейзером. Броад смог потрясти Фрейзера апперкотами, но проиграл единогласным решением в 10 раундовом бою. Фрейзер взял реванш за поражение в отборочном туре олимпиады.
В 1983 году Броад победил по очкам Ларри Александра в 12 раундовом бою.
В 1984 году победил Эдди Грегга и выиграл титул NABF.
В 1985 году в своей первой защите титула Броад вышел с избыточным весом в 117 кг и был нокаутирован во 2 раунде будущим чемпионом мира Тимом Уизерспумом.

## Спад в карьере
Броад был не в состоянии вернуться в нормальную спортивную форму на оставшуюся часть своей карьеры, и его результаты серьёзны пострадали.
В 1986 году в бою за титул USBA Броад проиграл единогласным решением в 12 раундовом бою будущему чемпиону Тони Таккеру.
В 1987 году проиграл единогласным решением в 10 раундовом бою Франческо Дамиани, а затем экс-чемпиону мира Грегу Пейджу в бою, где оба боксёра побывали в нокдауне.
В 1987 году Броад победил будущего претендента на титул Патрика Лумумба, но отправился в Южную Африку и проиграл нокаутом в 4 раунде по Джонни Дю Плую.
В своем следующем бою он был остановлен на ногах, при сомнительных обстоятельствах Доновану Раддоку.
За все время карьеры Броад был спарринг-партнёром пикового Майка Тайсона и принял от него много ударов в тренажерном зале.

## Смерть
В 1992 Броад собирался вернуться на ринг, чтобы стать чемпионом мира, несмотря на то, что получил отказ в возобновлении лицензии в Неваде и Калифорнии за то, что неврологическое обследование и тестирование дало положительный результат на гепатит. Но каким-то образом ему удалось провести ещё 4 боя, в 3 из которых он проиграл.
В 2000 году про Броада говорили, что он был бездомным в Лас-Вегасе и у него был сильно поврежден мозг, но когда он умер в 2001 году, в возрасте 43 лет, то он был в своём родном городе Гринсборо в Северной Каролине.